# 히에이산
히에이산(일본어: 比叡山)은 시가현 오쓰시 서부와 교토부 교토시 북동부 사이에 위치한 산이다. 오쓰 시와 교토 시 사쿄구의 현과 현의 경계에 위치하는 848.3m의 오히에이(大比叡)와 사쿄 구에 위치하는 838m의 시메이가야마(四明嶽) 두 개의 봉우리를 중심으로 남북으로 이어진 봉우리들의 총칭이다. 오히에이의 1등 삼각점은 오쓰 시에 위치한다.
고야 산과 비교해 오래되었고, 신토 민담의 신과 악마의 원향으로 여겨졌으며, 엔랴쿠지나 히요시 다이샤(日吉大社)가 위치해있어 번영했다. 히가시야마 서른 여섯개의 봉우리 중 하나에 해당한다.

## 같이 보기
- 수험도